# Zvenigora
Pour plus de détails, voir Fiche technique et Distribution.
Zvenigora (en russe : Звени́гора), est un film soviétique réalisé par Alexandre Dovjenko, sorti en 1928. Avec Arsenal (1929) et La Terre (1930) le film constitue la trilogie mettant en scène le personnage de combattant de l'Armée rouge Timoch. Le film est restauré aux studios Mosfilm par Ioulia Solntseva en 1973. Il est cité dans la liste des 100 meilleurs films de l'histoire du cinéma ukrainien.

## Synopsis
Le film est constitué de douze épisodes, dont chacun raconte l'un des moments clés de l'histoire ukrainienne, depuis l'époque des Varègues à la guerre civile russe et la révolution d'Octobre. Les épisodes sont présentés sous la forme d'un rêve surréaliste et sont unis par la figure du grand-père.
Le grand père est à la recherche de l'ancien trésor scythe qui, selon la légende, se trouve dans les steppes ukrainiennes dans les entrailles du mont Zvenigora. Mais chaque fois qu'il met la main sur le trésor, les coupes d'or se transforment en éclats d'argile et les pierres précieuses en verre.
Grand-père raconte à ses deux petits-enfants l'histoire de son trésor qui à ses yeux représente le bonheur ultime, Ses petits-enfants se lancent à leur tour à la recherche du bonheur ultime. Le cadet prénommé Timoch rejoint l'Armée rouge, et l'aîné Pavlo se retrouve sous les ordres de Petlioura, puis émigre à Prague. Rentré de l'étranger Pavlo prépare une mission de sabotage, Il convainc son grand-père de mettre de la dynamite sur les rails d'une voie ferrée sur laquelle le train avec les bolcheviks doit passer. Mais au dernier moment, le grand-père arrête le conducteur, empêchant l'explosion, et les passagers l'aident à monter dans le train.

## Fiche technique
- Titre : Zvenigora
- Réalisation : Alexandre Dovjenko
- Restauration du film : Ioulia Solntseva (Mosfilm)
- Scénario : Alexandre Dovjenko, Iouri Tioutiounnik et Maïk Johansen
- Photographie : Boris Zavelev
- Direction artistique : Vassili Kritchevski
- Montage : Alexandre Dovjenko
- Pays d'origine :  Union soviétique
- Format : Noir et blanc - Film muet
- Genre : Film dramatique
- Date de sortie : 1928

## Distribution
- Gueorgui Astafiev : chef des Scythes
- Nikolaï Nademski : grand-père / général
- Vladimir Ouralski : paysan
- Semen Svachenko : Timoch
- Aexandre Podorojny : Pavel, frère de Timoch
- Polina Skliar-Otava : Oksana / Roksana
- Leonid Barbe : moine catholique
- Maria Parchina : femme de Timoch
- Nikolaï Tcharov : ami de Pavel